# Meg Bellamy
Meg Bellamy, geboren als Megan Kate Smith  (Leeds, 9 oktober 2002), is een Brits actrice. Ze is onder andere bekend van haar rol als Kate Middleton in het zesde seizoen van de Britse televisieserie The Crown.

## Biografie
Bellamy werd geboren in Leeds, maar verhuisde al op vijfjarige leeftijd naar Wokingham. Bellamy volgde op jonge leeftijd al acteerklassen en ging naar de St. Crispin's School. Tijdens haar schooltijd deed ze mee aan toneelstukken, zoals Grease en Matilda.
In september 2022 werd bekend dat Bellamy haar professionele acteerdebuut zou maken door de rol van een jonge Kate Middleton op zich te nemen in het zesde en laatste seizoen van de Britse televisieserie The Crown. Bellamy verkreeg de rol dankzij sociale media en deed auditie net nadat ze haar A-level had ontvangen. Ze kreeg te horen dat ze de rol had gekregen terwijl ze als mascotte aan het werk was in Legoland Windsor. De eerste beelden van Bellamy als Middleton samen met haar tegenspeler Ed McVey als prins William werden vrijgegeven in maart 2023. In november 2023 kwam het laatste seizoen van The Crown met daarin Bellamy uit.
Bellamy maakte haar professionele theaterdebuut als Jean Purdy in A Child of Science, een stuk over de uitvinding van in-vitrofertilisatie waarin ze samenspeelde met onder anderen Tom Felton en Adelle Leonce.

## Filmografie

### Films
| Jaar | Titel                     | Rol    | Opmerkingen |
| ---- | ------------------------- | ------ | ----------- |
| 2021 | The Prince of Saville Row | Janice | Korte film  |

### Televisieseries
| Jaar | Titel     | Rol                  | Extra  |
| ---- | --------- | -------------------- | ------ |
| 2023 | The Crown | Jonge Kate Middleton | 3 afl. |